# Chagasia bathana
Chagasia bathana är en tvåvingeart som beskrevs av Dyar 1928. Chagasia bathana ingår i släktet Chagasia och familjen stickmyggor. Inga underarter finns listade i Catalogue of Life.